# T29 (танк)
T29 (англ. Heavy Tank T29) — експериментальний важкий танк США часів Другої світової війни. Планувався до масового виробництва, але його розробка не була завершена до кінця війни. Перший прототип Т29 був завершений в жовтні 1947 року, коли необхідність цих танків відпала, тому замовлення на його виробництво було скасоване після випуску восьми прототипів різних варіантів. Однак, не дивлячись на це, Т29 надалі слугував основою для всієї лінії важких післявоєнних танків США.

## Історія створення

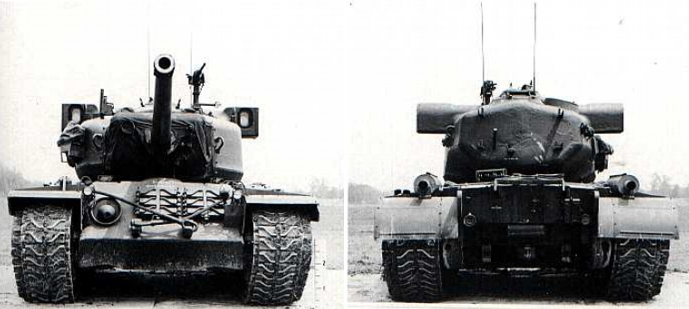
Т29

Після висадки союзників у Нормандії в червні 1944 все більше американських військових почали розуміти необхідність в важкому танку. Середній танк М26 Pershing, що з'явився незабаром, хоч і був тимчасово перейменований на важкий танк для підняття морального духу військ, все ж таки не годився на цю роль. Pershing був контрзаходом проти німецького важкого танку Tiger I, проте інші німецькі важкі танки його перевершували. В той час, як багато американських генералів ігнорували цю проблему, в Артилерійському Департаменті підійшли до цього питання зі всією серйозністю. 14 вересня 1944 року в протоколі 25117 цього відомства було рекомендовано розробити і виготовити чотири пілотні машини нового важкого танка. Дві з них відвели для важкого танка Т29 зі 105 мм гарматою Т5Е1. Інші дві для важкого танка Т30 зі 155 мм гарматою Т7.

## Опис конструкції

### Двигун і трансмісія
Новий важкий танк Т29 оснащувався двигуном Ford GAC, V-12, рідинного охолодження потужністю 770 к.с. при 2800 обертів за хвилину. Двигун комплектувався новою трансмісією з поперечною передачею. Новинка виконувала функції трансмісії, рульового механізму і гальм. На випадок аварії у механіка-водія додатково було два механічних важеля для керування рухом танка. З часом через дефекти електросистему замінили на механічну. Нова модель мала один кермовий важіль і нагадувала сучасний джойстик. При цьому аварійна система керування залишилась. Керувати рухом танка можна було як із місця механіка-водія, так із місця помічника водія, у якого система керування дублювалась.
Особливістю трансмісії танка була простота в керуванні. Щоб змінити напрям руху танка вліво чи вправо треба було на першій чи на другій передачі нахилити важіль у відповідну сторону. Ті самі дії на нейтральній передачі розвертали танк на місці.

### Гусениці
На танк ставили ті ж самі гусениці, що й на М26 Pershing— Т80Е3, але із додаванням шпор, що збільшило їхню ширину до 711 мм. Ведуче колесо знаходилось позаду. Кількість опорних котків складала по 8 на кожен борт.

### Броньовий захист і башта
Корпус являв собою з'єднані зварюванням литі деталі і катані бронеплити, як на М26 Pershing. Навіть їхня товщина залишилась тією самою— 102 мм, лише змінили кут її нахилу до 54° до вертикалі. В корпусі знаходились механік-водій (зліва) і помічник водія (справа). Останній вів вогонь із курсового кулемета калібру 7,62 мм. Кожен з них мав один перископ в своєму люку.
Велика лита башта встановлювалась на 80 дюймовий погон. Лобова броня складала 178 мм, кормова— 102 мм. В башті розміщувались 4 члени екіпажу. В центрі знаходилось місце командира, який мав командирську башточку. Справа спереду сидів навідник, який мав прямий телескопічний приціл і перископічний на даху башти. Ззаду, по обидва боки від гармати сиділи заряджаючі.
На даху башти було 3 люки: командирський в центрі і два по бокам. На правій стінці башти була пістолетна бійниця.

### Озброєння

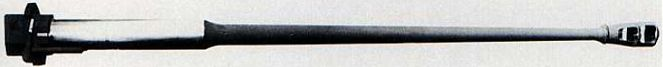
105 мм гармата Т5Е2

105 мм гармата Т5Е1 встановлювалась на лафеті Т123. Боєкомплект складав 63 постріли, розміщених в башті і корпусі. Скорострільність гармати складала 6 пострілів за хвилину. Зліва гармата мала два спарених кулемета .50cal. Іще один .50cal зенітний кулемет кріпився на станку, на даху башти.

## Подальша історія танка
1 березня 1945 року пішло замовлення на 1200 танків Т29.
В квітні 1945 санкціонували випуск чотирьох додаткових пілотних Т29. Пізніше один пілот наказали озброїти 120 мм гарматою Т53 і перейменувати на Т34.
З закінченням війни у Тихому океані контракт на виробництво був розірваний і до 1947 року було створено 8 машин.
Перший Т29 був доставлений на Абердинський полігон в жовтні 1947. Оскільки закупка танка більше не планувалась, то випробування обмежились вивченням різних компонентів силової передачі для використання на нових танках.

## Варіанти
- T29 — базовий варіант
- T29E1 — варіант з більш потужним двигуном
- T29E3 — варіант з покращеною системою керування вогнем, оптичним далекоміром і додатковим членом екіпажа для його обслуговування